# Hoplichthys gilberti
Hoplichthys gilberti är en fiskart som beskrevs av Jordan och Richardson, 1908. Hoplichthys gilberti ingår i släktet Hoplichthys och familjen Hoplichthyidae. Inga underarter finns listade i Catalogue of Life.